# Leftfield
Leftfield — английский электронный дуэт, состоящий из Пола Дейли (Paul Daley) (работал также в проектах The Rivals, A Man Called Adam и Brand New Heavies) и Нила Барнса (Neil Barnes) основанный в 1989 году в Лондоне. Первоначально под именем Leftfield Нил Барнс выпустил сингл «Not Forgotten», но несколько позже к нему присоединился Пол Далей. Под этим псевдонимом группа выпустила два альбома — «Leftism» и «Rhythm & Stealth». Они были одними из первых музыкантов, работавших в стиле прогрессив-хаус с сильными вкраплениями даба и рэгги. Вместе с Orbital, The Prodigy, Underworld и The Chemical Brothers входили в так называемую когорту «электронных супергрупп». С 2000 года группа прекратила всяческую студийную деятельность из-за разногласий между участниками.
В 2015 году они вернулись с альбомом Alternative Light Source.

## Дискография

### Альбомы
- 1995 — «Leftism» (30 января) — #3 UK
- 1999 — «Rhythm and Stealth» (20 сентября) — #1 UK
- 2000 — «Stealth Remixes» (29 мая)
- 2012 — «Tourism» (live) (англ.)
- 2015 — «Alternative Light Source» (8 июня)
- 2022 — «This Is What We Do»

### Сборники
- 1992 — «Backlog»
- 2005 — A Final Hit: Greatest Hits (3 октября) — #10 UK

### Синглы
- 1991 — «Not Forgotten»
- 1991 — «More Than I Know»
- 1992 — «Release the Pressure» с Earl Sixteen
- 1992 — «Song of Life» (6 декабря) — #59 UK
- 1993 — «Open Up» c John Lydon (7 ноября) — #13 UK
- 1995 — «Original» c Toni Halliday (19 марта) — #18 UK
- 1995 — «Afro-Left» c Djum Djum (30 июля) — #22 UK
- 1996 — «Release the Pressure 1996» c Earl Sixteen и Cheshire Cat с ad-libs by Papa Dee (14 января) — #13 UK
- 1999 — «Afrika Shox» с Afrika Bambaataa (12 сентября) — #7 UK
- 1999 — «Dusted» с Roots Manuva (5 декабря) — #28 UK
- 2000 — «Swords» с Nicole Willis (5 июня)

### Саундтреки
- К фильму Неглубокая могила

«Shallow Grave» (Feat. Ewan McGregor)
«Release the Dubs»
- К фильму Хакеры

«Inspection (Check One)»
«Open Up» (с John Lydon)
- К видеоигре Wipeout

«Afro Ride» (с EP диска Afro-Left)
- К фильму 104.9 (An XFM Compilation)

«Praise»
- К фильму Trainspotting

«A Final Hit»
- К фильму Trainspotting #2

«A Final Hit» (Full Length Version)
- К видеоигре Wipeout 2097

«Afro Ride» (с EP диска Afro-Left)
- К фильму Go

«Swords» (с участием Nicole Willis) (Original Version)
- К фильму Пляж

«Snakeblood»
- К фильму Ванильное небо

«Afrika Shox»
- К фильму Beast Machines

«Phat Planet»
- К фильму Лара Крофт: Расхитительница гробниц

«Song of Life» (Fanfare of Life)